# Фаленопсис Лобба
Фаленопсис Лобба (лат. Phalaenopsis lobbii) — эпифитное травянистое растение семейства Орхидные, или Ятрышниковые (Orchidaceae).
Вид не имеет устоявшегося русского названия. В русскоязычных источниках обычно используется научное название Phalaenopsis lobbii.

## Синонимы
- Phalaenopsis listeri Berkley 1887
- Phalaenopsis parishii var. lobbii Rchb. f. 1870
- Polychilos lobbii (Rchb. f.) Shim 1982

## Естественные вариации
- Phalaenopsis lobbii f. flava Christenson
- Phalaenopsis lobbii f. flavilabia Christenson

## Биологическое описание
Миниатюрный моноподиальный эпифит. 
 Стебель укороченный, скрыт основаниями 1-4 листьев.

Корни многочисленные, хорошо развитые. 

Листья эллиптические, до 13 см длиной, 5 см шириной. Зимой может происходить потеря листьев.

Цветоносы тонкие, короче листьев, несут 2-6 цветков. Взрослые растения формируют по нескольку цветоносов. Цветки открываются последовательно. Цветонос удлиняется в процессе цветения.

Цветки около 2 см диаметром, плотные. Лепестки белого или кремового цвета, губа широкая, трехдольная с двумя широкими полосами различных оттенков жёлтого цвета. Основание колонки покрыто коричневыми пятнышками.

## Ареал, экологические особенности
Восточные Гималаи, Индия (Ассам, Сикким), Бирма (Nampakon), Бутан, Мьянма, Вьетнам, в окрестностях Дарджилинга.
Вечнозеленые равнинные леса, а также горные смешанные и хвойные леса на высотах от 360 до 1200 метров над уровнем моря. На покрытых мхом стволах и ветвях старых деревьев.
В природе сухой период очень продолжителен, но за исключением двух самых холодных месяцев, влажность воздуха остается высокой за счет выпадающих частых туманов и обильных утренних рос. В дополнение к этому, поверхности, на которых закрепляются корни фаленопсиса, способны впитывать и сохранять атмосферную влагу даже при отсутствии дождей.
Период цветение — зима, весна.
Относится к числу охраняемых видов (второе приложение CITES).

## Этимология и история описания
Впервые был обнаружен в 1845 г. Томасом Лоббом (1820—1894), в восточных Гималаях. Томас Лобб работал сборщиком орхидей на фирму Вейч и сыновья. Долгое время Phalaenopsis lobbii путали с Phalaenopsis parishii, который отличается от первого строением губы. В 1980 г. описан Свитом, как отдельный вид. Название дано в честь первооткрывателя растения.

## В культуре
Температурная группа — от прохладной до теплой. В период вегетации днем 30-31°С, ночью 21-23°С. В период покоя днем 22-28°С, ночью 12-14°С. Для нормального цветения обязателен перепад температур день/ночь в 6-12°С.
Освещение — полутень. Света требует чуть больше большинства видов рода. 1200—1800 FC.
Относительная влажность воздуха 70-80 %, зимой можно сократить до 60 %.
Способен цвести несколько раз в год. Общая информация о агротехнике в статье Фаленопсис.
Вид используется в гибридизации.

## Первичныегибриды(грексы)
- Arnes Ulfers — mannii х lobbii (Johannes Werner) 2003
- Formosa Dream — amabilis х parishii (Hou Tse Liu) 1992
- Honghen Love — honghenensis х lobbii (Hou Tse Liu) 2007
- Java Love — javanica х lobbii (Hou Tse Liu) 2006
- Jiaho’s Lovely Star — stuartiana х lobbii (Nobby Orch.) 2005
- Love Heart — schilleriana х lobbii (Hou Tse Liu) 2004
- Lovely Kid — lobbii х parishii (Hou Tse Liu) 2005
- Yaphon Kitty — lobbii х chibae (Yaphon Orch.) 2007
- Yaphon Lobspis — lobbii х tetraspis (Yaphon Orch.) 2007